# 福元岩吉

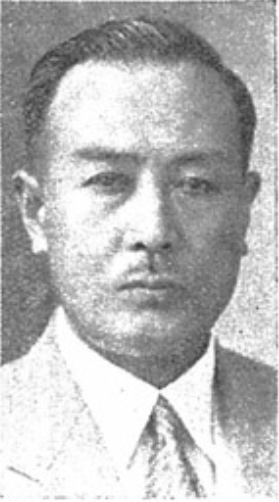
福元岩吉

福元 岩吉（ふくもと いわきち、1884年（明治17年）9月20日 - 没年不明）は、大正から昭和時代前期の台湾総督府官僚。澎湖庁長。通称は康行。

## 経歴
鹿児島県鹿児島郡川上村（現・鹿児島市川上町）に生まれる。第七高等学校造士館を経て、1914年（大正3年）東京帝国大学経済学部を卒業し、翌年10月文官高等試験行政科試験に合格。直ちに官界に入り、茨城県工場官補、同県結城郡・真壁郡長、同県理事官を経て、1924年（大正13年）栃木県属に転じ、さらに翌年長野県書記官を経て、1927年（昭和2年）和歌山県書記官を拝命する。
ついで渡台し、1932年（昭和7年）台北州内務部長、1935年（昭和10年）澎湖庁長を経て、1936年（昭和11年）府事務官に転じ退官。1937年（昭和12年）3月、台湾青果常任監査役に就任。同社監査役を経て、専務となった。